# Joey Vera
Joey Vera (Los Angeles, 24 aprile 1963) è un bassista statunitense.

## Biografia
Durante la sua carriera ha militato principalmente nelle seguenti band:
- Fates Warning
- Anthrax
- Armored Saint
- Chroma Key
- OSI
- Mercyful Fate

## Discografia

### Solista
- 1994 – Joey Vera - A Thousand Faces
- 2006 – A Chinese Firedrill - Circles

### con gli Armored Saint
- 1982 – First Demo (demo)
- 1983 – Armored Saint (EP)
- 1984 – Can U Deliver (singolo)
- 1984 – March of the Saint
- 1985 – Take a Turn (singolo)
- 1985 – Delirious Nomad
- 1987 – Raising Fear
- 1988 – Saints Will Conquer (album dal vivo)
- 1989 – 1989 Demo (demo)
- 1990 – Re-recorded Demo with Jeff Duncan (demo)
- 1990 – 1990 Demo (demo)
- 1991 – Symbol of Salvation
- 2000 – Revelation
- 2001 – Nod to the Old School
- 2004 – Metal Blade Records: 20th Anniversary Party (split con Cannibal Corpse, Lizzy Borden, Vehemence, Cattle Decapitation, Engine)
- 2009 – Demo (demo)
- 2010 – La Raza
- 2015 – Win Hands Down
- 2016 – Carpe Noctum (album dal vivo)
- 2018 – South American Tour 2018 (EP)
- 2020 – Isolation (Live from Isolation) (singolo)
- 2020 – Punching the Sky

### Con i Fates Warning
- 1997 – A Pleasant Shade of Gray
- 1998 – A Pleasant Shade Of Gray Live I-XII (album dal vivo)
- 1998 – Still Life) (album dal vivo)
- 2000 – Disconnected
- 2004 – FWX
- 2013 – Darkness in a Different Light
- 2016 – Theories of Flight
- 2018 – Live Over Europe (album dal vivo)

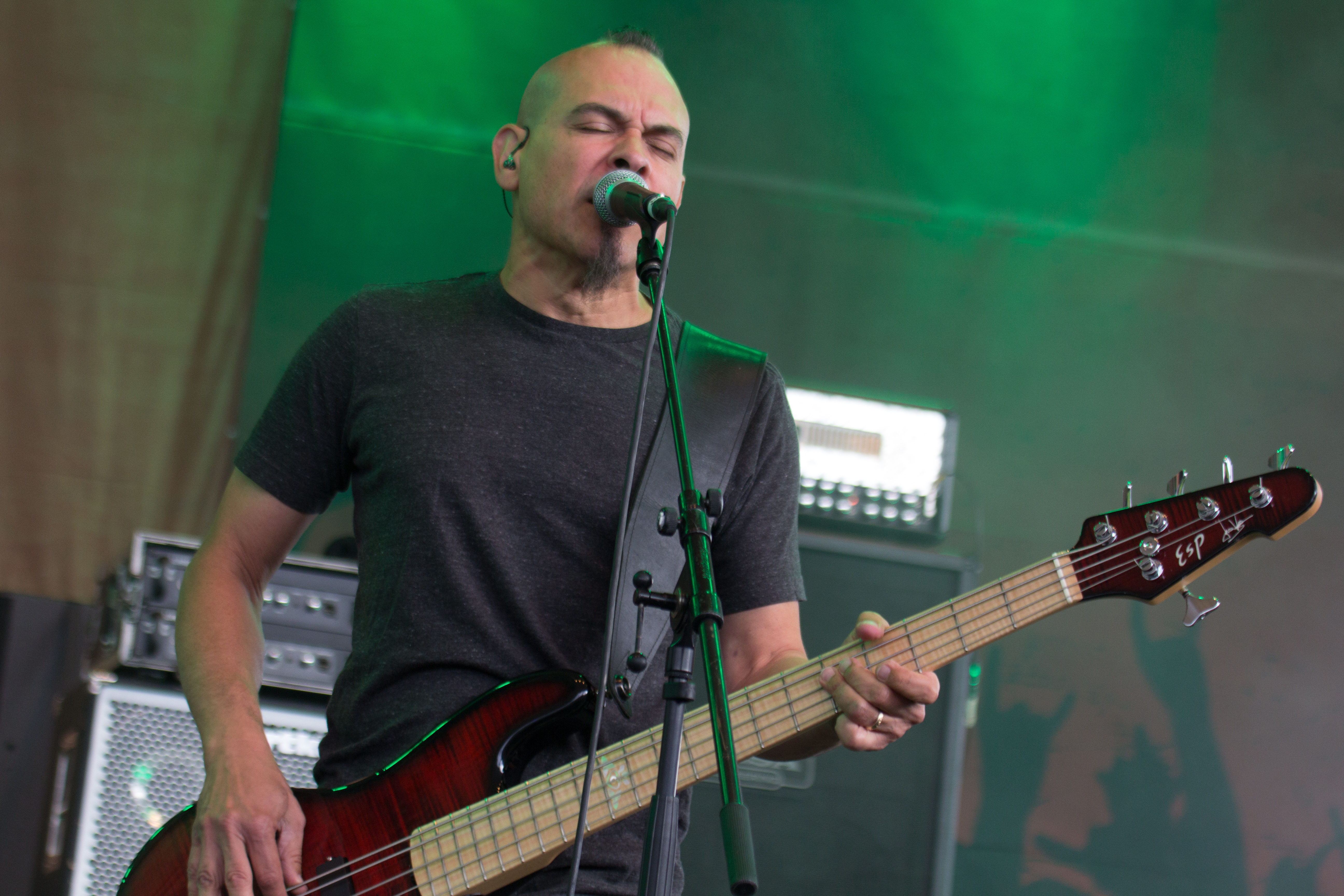
Joey Vera nel 2017

- 2020 – Long Day Good Night

### Con i Motor Sister
- 2015 – Ride

### Con John Arch
- 2003 – A Twist of Fate (EP)

### Con Arch/Matheos
- 2011 – Sympathetic Resonance
- 2019 – Winter Ethereal (basso nei brani "Wanderlust" e "Never in Your Hands")

### Con i Seven Witches
- 2003 – Passage to the Other Side
- 2007 – Deadly Sins

### Con i Tribe After Tribe
- 1997 – Pearls Before Swine
- 2002 – Enchanted Entrance
- 2007 – M.O.A.B.

### Altri
- 1982 – The Greg Leon Invasion - Every Time / Stay With Me Tonight (singolo)
- 1996 – Ella Baila Sola – Ella Baila Sola
- 1998 – Chroma Key - Dead Air for Radios
- 1989 – Lizzy Borden - Master of Disguise
- 1999 – Daniele Liverani - Viewpoint
- 2000 – Ella Baila Sola - Marta & Marilia
- 2005 – Frost - Out in the Cold
- 2005 – Fragile Vastness - A Tribute to Life
- 2006 – Fueled by Fire - Spread The Fire (effetti)
- 2008 – Bassinvaders - Hellbassbeaters
- 2017 – Of Gods & Monsters - Waiting on the End of the World (singolo)
- 2018 – Artizan - Demon Rider

### Collaborazioni
- 1996 – Artisti Vari - A Tribute To Judas Priest Legends Of Metal (basso nel brano "Burnin' Up" dei Doom Squad)
- 1996 – Artisti Vari - Working Man (basso nel brano "Closer To The Heart")
- 1997 – Artisti Vari - Dragon Attack: A Tribute to Queen (basso nel brano "It's Late")
- 1999 – Artisti Vari - Holy Dio (A Tribute To The Voice Of Metal: Ronnie James Dio) (basso nel brano "Sign Of The Southern Cross" dei Fates Warning)
- 2000 – Lizzy Borden - Deal with the Devil (basso nei brani "Lovin' You Is Murder" e "Believe")
- 2002 – Matthew Herbert & Gaspanic - BOF Le Défi (basso nel brano "Le Défi" dei Gaspanic)
- 2003 – Frost - Raise Your Fist to Metal (basso nel brano "Fight Fire with Fire", cori nel brano "Lack of Communication")
- 2006 – Brian Posehn - Live In: Nerd Rage (basso nei brani "Metal By Numbers" e "Try Again, Again")
- 2006 – OSI - Free (basso nei brani "Sure You Will", "Free", "All Gone Now", "Bigger Wave" e "Kicking")
- 2007 – Artisti Vari - Justice For All: Die Wahrheit Über Metallica (basso nel brano "Enter Sandman")
- 2009 – After All - Cult of Sin (basso nel brano "Betrayed by the Gods")
- 2020 – Jeff Duncan - Wanderlust (basso nel brano "Mr. Allen")

## Videografia

### con gli Armored Saint
- 1991 – A Trip Thru Red Times
- 2004 – Lessons Not Well Learned 1991-2001

### Con i Fates Warning
- 1998 – A Pleasant Shade of Gray - Live
- 2000 – Live at the Dynamo
- 2003 – The View from Here
- 2005 – Live in Athens